# Temporada 1950 de la NFL
La Temporada 1950 de la NFL fue la 31.ª en la historia de la NFL. La fusión con la All-America Football Conference (AAFC) amplió la liga a 13 equipos. Mientras tanto, la televisión trajo una nueva era a la Liga. Los Angeles Rams se convirtió en el primer equipo de la NFL en tener todos sus juegos televisados - tanto en local como visitante -. Washington Redskins se convirtió en el segundo equipo en poner sus juegos en la televisión. También hubo otros equipos dispuestos para que juegos sean televisados.

## La fusión AAFC-NFL
La NFL y la AAFC se fusionaron antes de la temporada, se anunció el 9 de diciembre de 1949.
Tres equipos AAFC - Cleveland Browns, San Francisco 49ers, y Baltimore Colts - se unieron a la NFL. Los jugadores del anterior equipos
New York Yankees (AAFC) se dividieron entre los New York Giants y New York Bulldogs (que cambió su nombre a New York Yanks), Los Angeles Dons y Los Angeles Rams se fusionaron, y una parte de Buffalo Bills (AAFC) fue absorbida por la
organización Browns. A continuación, un proyecto especial se llevó a cabo por 13 equipos de la liga de asignar el resto de los jugadores AAFC.
Los 13 equipos fueron reasignados a las conferencias Americana y Nacional, que se prolongó durante tres temporadas. La liga fusionada cambió
brevemente al nombre de "-American National Football League", pero se restauró el nombre de actual unos
meses más tarde. En virtud de la realineación, ambas conferencias tenían un equipo en Nueva York y Chicago. La "Conferencia Americana"
(anteriormente División Este) tenía seis equipos, incluyendo los Giants y los Cardinals, y la "Conferencia Nacional" (la antigua División Oeste) tenía siete equipos, incluyendo los Yanks y los Bears, así como Baltimore Colts.
Baltimore fue declarado un "equipo swing" y jugó un partido contra cada uno de los otros 12 clubes de la NFL. La intención original de la fusión era que , debido a la popularidad de Cleveland Browns, ocupe ese lugar dos años para ayudar a la venta de entradas por igual en toda la liga, sin embargo, esto fue rechazado rotundamente por Paul Brown. Durante una temporada de 13 semanas, un equipo quedaba libre cada
semana, mientras que los otros 12 se enfrentaban en los seis partidos programados. Cada equipo jugó un partido en casa de ida y vuelta
contra los otros cinco equipos en su conferencia, un juego fuera de la conferencia, y un juego contra Baltimore en el transcurso de un calendario de 12 juegos.
La liga también estableció el Pro Bowl en esta temporada. Aunque la liga había realizado un juego de estrellas cada año entre 1938 y 1942, que fue cancelado debido a la Segunda Guerra Mundial y no se volvió a jugar cuando terminó la guerra. A diferencia del anterior formato de juego de las estrellas, que enfrentó el campeón más reciente de la liga contra las mejores estrellas, el Pro Bowl enfrentaría en un juego a las
estrellas de cada conferencia.
Además, la temporada de 1950 vio el primer juego que se juega fuera de los Estados Unidos cuando los New York Giants enfrentaron a
Ottawa Rough Riders de la división Este de la CFL en un partido de exhibición el 12 de agosto Los Giants y los Rough Riders jugarían de nuevo en 1951, con una cómoda victoria de los Giantsen ambos lances.

## Principales cambios en las reglas
- La regla de sustitución libre (cualquiera o todos los jugadores pueden ser reemplazados por sustitutos después de cualquier juego) fue restaurada de forma permanente. Este cambio abrió el camino para el jugador especializado en el fútbol profesional, que incluye tres unidades separadas para cada equipo: equipo ofensivo, equipo defensivo, y los equipos especiales.
- Si un pase hacia atrás o una pérdida de balón sale del campo antes de que se recupera, el equipo que tenía el control del balón mantiene la posesión.

## Carrera de Conferencia
| Semana | Nacional                       | Marca | Americana                 | Marca  |
| ------ | ------------------------------ | ----- | ------------------------- | ------ |
| 1      | 3 equipos (Bears, Det, NYY)    | 1–0–0 | 3 equipos (Cle, NYG, Was) | 1–0–0  |
| 2      | Empate: (Bears, Lions)         | 2–0–0 | Cleveland Browns          | 2–0–0  |
| 3      | 4 equipos (Bears, Det, GB, LA) | 2–1–0 | New York Giants           | 2–0–0  |
| 4      | 3 equipos (Bears, Det, NYY)    | 3–1–0 | New York Giants           | 3–0–0  |
| 5      | Empate: (Bears, Yanks)         | 4–1–0 | Cleveland Browns          | 4–1–0  |
| 6      | New York Yanks                 | 5–1–0 | Empate: (Giants, Phi)     | 4–1–0  |
| 7      | New York Yanks                 | 6–1–0 | Philadelphia Eagles       | 5–1–0  |
| 8      | New York Yanks                 | 6–1–0 | Cleveland Browns          | 6–2–0  |
| 9      | Los Angeles Rams               | 7–2–0 | Cleveland Browns          | 7–2–0  |
| 10     | Los Angeles Rams               | 8–2–0 | Cleveland Browns          | 8–2–0  |
| 11     | Chicago Bears                  | 8–2–0 | Empate: (Browns, Giants)  | 8–2–0  |
| 12     | Los Angeles Rams               | 9–3–0 | Empate: (Browns, Giants)  | 9–2–0  |
| 13     | Empate (Bears, Rams)           | 9–3–0 | Empate (Browns, Giants)   | 10–2–0 |

## Temporada regular
V = Victorias, D = Derrotas, E = Empates, CTE = Cociente de victorias, PF= Puntos a favor, PC = Puntos en contra
Nota: Los juegos empatados no fueron contabilizados de manera oficial en las posiciones hasta 1972
| Cleveland Browns    | 10 | 2 | 0 | .833 | 310 | 144 |
| New York Giants     | 10 | 2 | 0 | .833 | 268 | 150 |
| Philadelphia Eagles | 6  | 6 | 0 | .500 | 254 | 141 |
| Pittsburgh Steelers | 6  | 6 | 0 | .500 | 180 | 195 |
| Chicago Cardinals   | 5  | 7 | 0 | .417 | 233 | 287 |
| Washington Redskins | 3  | 9 | 0 | .250 | 232 | 326 |

| Los Angeles Rams    | 9 | 3  | 0 | .750 | 466 | 309 |
| Chicago Bears       | 9 | 3  | 0 | .750 | 279 | 207 |
| New York Yanks      | 7 | 5  | 0 | .583 | 366 | 367 |
| Detroit Lions       | 6 | 6  | 0 | .500 | 321 | 285 |
| Green Bay Packers   | 3 | 9  | 0 | .250 | 244 | 406 |
| San Francisco 49ers | 3 | 9  | 0 | .250 | 213 | 300 |
| Baltimore Colts     | 1 | 11 | 0 | .083 | 213 | 462 |

## Juego de Campeonato
|  | Juego de Desempate                                                      | Juego de Desempate                                                      |                  |                  | Juego de Campeonato                 | Juego de Campeonato                 |  |
|  | 17 de diciembre , 1950 – Los Angeles 17 de diciembre , 1950 – Cleveland | 17 de diciembre , 1950 – Los Angeles 17 de diciembre , 1950 – Cleveland |                  |                  | 24 de diciembre de 1950 – Cleveland | 24 de diciembre de 1950 – Cleveland |  |
|  |                                                                         |                                                                         |                  |                  |                                     |                                     |  |
|  |                                                                         |                                                                         |                  |                  |                                     |                                     |  |
|  | Chicago Bears                                                           | 20                                                                      |                  |                  |                                     |                                     |  |
|  | Chicago Bears                                                           | 20                                                                      |                  |                  |                                     |                                     |  |
|  | Los Angeles Rams                                                        | 24                                                                      |                  |                  |                                     |                                     |  |
|  | Los Angeles Rams                                                        | 24                                                                      |                  | Los Angeles Rams | 28                                  |                                     |  |
|  |                                                                         |                                                                         |                  | Los Angeles Rams | 28                                  |                                     |  |
|  |                                                                         |                                                                         | Cleveland Browns | 30               |                                     |                                     |  |
|  | New York Giants                                                         | 3                                                                       | Cleveland Browns | 30               |                                     |                                     |  |
|  | New York Giants                                                         | 3                                                                       |                  |                  |                                     |                                     |  |
|  | Cleveland Browns                                                        | 8                                                                       |                  |                  |                                     |                                     |  |
|  | Cleveland Browns                                                        | 8                                                                       |                  |                  |                                     |                                     |  |
|  |                                                                         |                                                                         |                  |                  |                                     |                                     |  |

## Líderes de la liga
| Estadísticas | Nombre        | Equipo      | Yardas |
| ------------ | ------------- | ----------- | ------ |
| Pasando      | Bobby Layne   | Detroit     | 2.323  |
| Corriendo    | Marion Motley | Cleveland   | 810    |
| Recibiendo   | Tom Fears     | Los Angeles | 1.116  |